# Walter Hafner (Tischtennisspieler)
Walter Hafner (* um 1940) ist ein deutscher Tischtennisspieler, der seine beste Zeit um 1960 hatte. Er nahm an einer Weltmeisterschaft teil und wurde mit Borussia Düsseldorf deutscher Mannschaftsmeister.

## Erfolge
Hafner spielte als Jugendlicher beim Verein SSV Freiburg. 1959 wurde er für die Individualwettbewerbe der Weltmeisterschaft nominiert. Dabei schied er im Einzel in der ersten Runde gegen Vladimir Popov (Bulgarien) aus. Das Doppel mit Klaus Maier siegte über Harry O’Prey/Thomas Caffrey (Irland) und verlor danach gegen die Portugiesen Alberto Lo/Antonio Osorio. Im Mixed trat Hafner nicht an.
Um 1960 wechselte er zu Borussia Düsseldorf. Hier war er am Gewinn der deutschen Mannschaftsmeisterschaft in der Saison 1960/61 beteiligt. 1961 wurde er mit Horst Terbeck Westdeutscher Meister im Doppel.
Heute (2013) gehört Hafner dem Verwaltungsrat von Borussia Düsseldorf an.

## Turnierergebnisse
| Verband | Veranstaltung     | Jahr | Ort      | Land | Einzel     | Doppel    | Mixed        | Team |
| ------- | ----------------- | ---- | -------- | ---- | ---------- | --------- | ------------ | ---- |
| FRG     | Weltmeisterschaft | 1959 | Dortmund | FRG  | letzte 256 | letzte 64 | keine Teiln. |      |